# Павлов, Лавр Петрович
Лавр Петрович Павлов (1922—1944) — Гвардии младший лейтенант Рабоче-Крестьянской Красной Армии, участник Великой Отечественной войны, Герой Советского Союза (1943).

## Биография
Лавр Павлов родился 31 августа 1922 года в городе Боровичи (ныне — Новгородская область). Окончил три курса горно-термического техникума. В 1940 году Павлов был призван на службу в Рабоче-Крестьянскую Красную Армию. В 1942 году он окончил Чкаловскую военную авиационную школу пилотов. С того же года — на фронтах Великой Отечественной войны.
К ноябрю 1943 года гвардии младший лейтенант Лавр Павлов был лётчиком 76-го гвардейского штурмового авиаполка 1-й гвардейской штурмовой авиадивизии 8-й воздушной армии 4-го Украинского фронта. Отличился во время освобождения Запорожской области Украинской ССР. Принимал активное участие в прорыве немецкой обороны и последующем освобождении Мелитополя.
Указом Президиума Верховного Совета СССР от 1 ноября 1943 года за «образцовое выполнение боевых заданий командования на фронте борьбы с немецкими захватчиками и проявленные при этом мужество и героизм» гвардии младший лейтенант Лавр Павлов был удостоен высокого звания Героя Советского Союза с вручением ордена Ленина и медали «Золотая Звезда» за номером 1281.
4 апреля 1944 года Л.П. Павлов вместе со своей эскадрильей поднялся в небо на очередное боевое задание. Но  попал под сильный огонь вражеских зениток. Самолёт-штурмовик Лавра Павлова был подбит и загорелся. Дотянуть до своей территории не представлялось возможным. В этой критической ситуации советский лётчик, которому шёл 22-й год, направил свою горящую крылатую машину в скопление вражеской техники...
Первоначально был похоронен в селе Весёлое Джанкойского района Крыма, позднее перезахоронен в братской могиле в селе Яркое Поле того же района.
Был также награждён орденом Красного Знамени и рядом медалей.